# تقریب

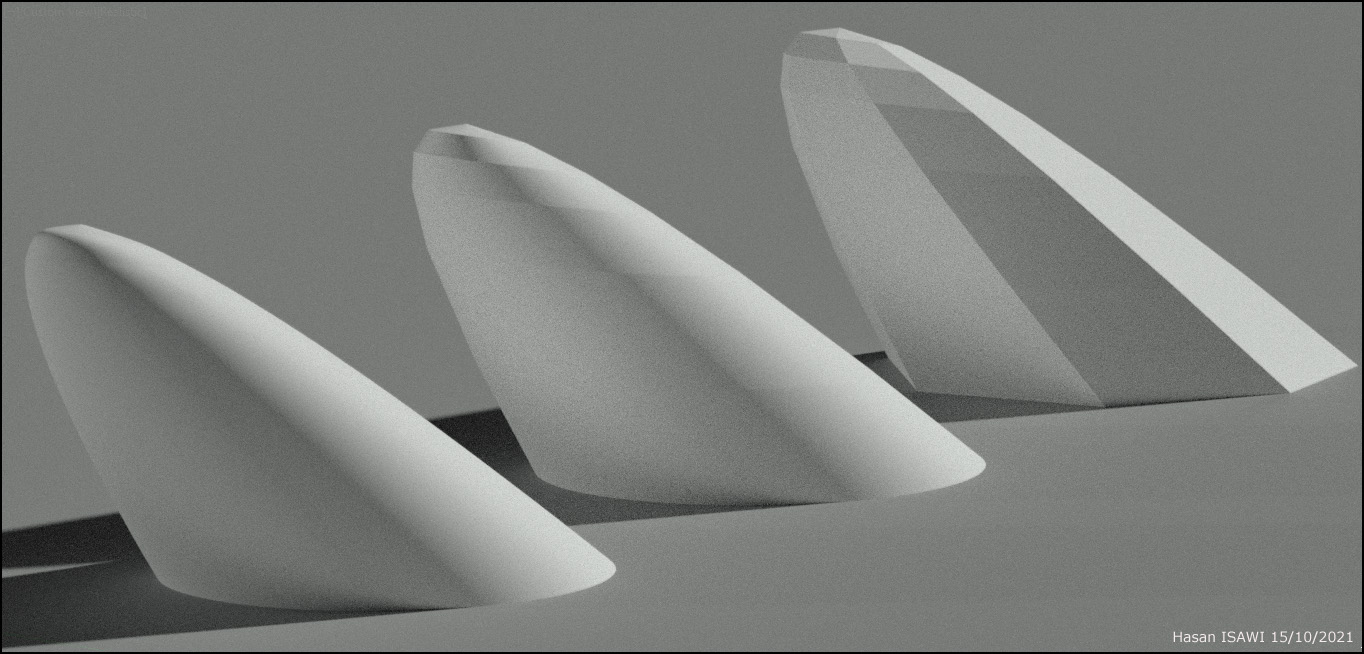
تقریبا مخروطی و هم‌شکل

یک تقریب هر چیزی شبیه ولی نه دقیقاً مساوی با چیز دیگر است. این عبارت می‌تواند در ویژگی‌های مختلفی (برای مقال، مقدار، تعداد، تصویر، توضیحات) به کارگرفته شود که به نزدیکی ولی نه دقیقاً درست است؛ شبیه ولی نه دقیقاً مشابه.

## در یونیکد
- ≈ (U+2248)
- ≃ (U+2243), ترکیبی از ≈ and = که برای برابری مجانبی نیز به کار می‌رود
- ≅ (U+2245)، ترکیب دیگری از ≈ و =، که گاهی برای نمایش یک‌ریختی یا هم‌نهشتی نیز به کار می‌رود
- ∽ (U+223D)، برای نمایش تناسب، رابطه هم‌ارزی، یا متغیر تصادفی دارای یک توزیع احتمال خاص نیز کاربرد دارد.
- ≊ (U+224A), ترکیبی از "≈" و "=", برای نمایش تقریب یا تساوی کاربرد دارد.
- ≐ (U+2250)، که برای نمایش نزدیک‌شدنحد یک متغیر به یک مقدار نیز به کار می‌رود
- ≒ (U+2252)، که در ژاپنی و کره‌ای رایج است
- ≓ (U+2253)